# Waldschritt
Der Waldschritt war ein Längenmaß für Jäger und diente der Waldvermessung. Der Zweck dieses Schrittmaßes und die Verbreitungsregion des Maßes lässt sich nicht ganz eindeutig ermitteln. Die Jäger stellten wohl mit dem kleinen Maß die Netze und Zäune oder hingen auch Tücher für die Jagd nach diesem Maß. 
Der Waldschnitt, das gleiche Längenmaß von 2 ½ Fuß, hatte wahrscheinlich die gleiche Verwendung bei den Jägern.
- 1 Waldschritt = 2 ½ Fuß (Nürnberger)
- Bern: 1 Waldschritt = 3 Fuß = 0,8798 Meter[1]
  - ‘ 1 Waldschnitt = 2 ½ Fuß
- Königreich Hannover: 1 Waldschritt = 2 ½ Fuß (Calenberger)[2]
  - 6 Waldschritt = 1 Rute (Osnabrücker)[2]